# Edwin von Manteuffel
Edwin Karl Rochus friherre von Manteuffel (født 24. februar 1809 i Dresden, død 17. juni 1885 i Karlsbad) var en prøjsisk friherre og generalfeltmarskal.

## Biografi
Manteuffel trådte i 1827 ind i det prøjsiske garderytteri og blev det følgende år officer. I 1843 udnævntes han til ritmester og blev adjudant hos Prins Albrecht, i hvilken stilling han særlig under  Martsrevolutionen i 1848 kom i nær berøring med kong Frederik Vilhelm 4. af Preussen, der ansatte ham som fløjadjudant. Han blev flere gange anvendt til diplomatiske sendelser, forfremmedes i 1854 til oberst og kom 1857 i spidsen for kongens militærkabinet. I denne stilling fik han en betydelig indflydelse ved hærens reorganisation, og bestræbte sig navnlig for at indføre en foryngelse af officerskorpset, hvorved han skaffede sig ikke faa fjender. Manteuffel, der i 1858 var blevet forfremmet til generalmajor, udnævntes 1861 til generalløjtnant og generaladjutant. I krigen 1864 overværede han kampen ved Mysunde og prøjsernes overgang over Slien og fik 1865 overkommandoen i Slesvig. Manteuffel åbnede krigen 1866, idet han den 7. juni med sine tropper overskred Ejderen, hindrede stænderforsamlingens åbning og fordrev de østrigske tropper fra Holsten; rykkede derefter over Elben ind i Hannover og tog den 18. juni fæstningen Stade. Han blev nu underlagt Mainhæren under general Vogel von Falkenstein, overtog ved dennes udnævnelse til guvernør i Bøhmen den 20. juli overkommandoen over hæren og sejrede ved Hundtheim, Tauberbischofsheim, Helmstedt og Rossbrunn. I september udnævntes han til "General der Kavalerie" og kort efter til kommanderende general for det nyoprettede slesvig-holstenske korps (9.), hvilket korps han 1868 ombyttede med 1. korps. Med dette rykkede han i felten 1870, kæmpede ved Colombey-Nouilly og Noiseville, og fik efter Metz’ fald overkommandoen over 1. tyske armé, med hvilken han besejrede den franske nordhær ved Amiens og ved Halluefloden. Den 12. januar overtog han ledelsen af operationerne mod Bourbaki, bragte rettidig hjælp til belejrerne af Belfort og tvang Bourbaki til at søge ind på schweizisk territorium. Efter fredsslutningen førte han befalingen over okkupationshæren i Frankrig indtil dets fuldstændige rømning af tyske tropper 1873. Han udnævntes da til generalfeltmarskalk og gik såvel 1876 som 1879 i diplomatisk mission til Rusland, hvor han fik titel af russisk feltmarskalk. I 1879 ansattes han som statholder i Alsace-Lorraine og som chef for 15. armékorps. Manteuffel var en mand af fast karakter, en udmærket fører og administrator, en af medarbejderne ved grundlæggelsen af Tysklands storhed; som statholder optrådte han med mildhed, men det lykkedes ham dog ikke at vinde popularitet.